# طوم بالمر
طوم بالمر (بالإنجليزية: Tom Palmer) هو فنان قصص مصورة أمريكي، ولد في 13 يوليو 1942 في نيويورك في الولايات المتحدة.

## وصلات خارجية
- طوم بالمر على موقع IMDb (الإنجليزية)
- طوم بالمر على موقع قاعدة بيانات الفيلم (الإنجليزية)